# Miopsalis dillyi
Miopsalis dillyi is een hooiwagen uit de familie Stylocellidae. De originele naamcombinatie (protoniem) was Miopsalis dillyi Schmidt, Clouse & Sharma, 2020.